# 张氏祠堂
张氏祠堂，位于山东省枣庄市滕州市大坞镇大坞村，是中华人民共和国山东省文物保护单位之一。
2006年12月7日，授予山东省文物保护单位，是一座古建筑。